# بضائع ثانوية (سوق)
'السوق الثانوية'after-market) هي أي سوق يتوقع فيها أن يشرع العميل بعد شراء منتج أو خدمة إلى شراء سلعة مشابهة أو تابعة لها.
ووجود السوق الثانوية هو ما يدفع المصنعين للحفاظ على علاقتهم المباشرة بـالمستخدم النهائي. فمثلاً يستخدم المصنعون بطاقات الضمان التي تُدفع بالتخليص البريدي لتسجيل عناوين المستخدمين النهائيين.
ويدخل في إطار خدمات السوق الثانوية ما يعرف بـدعم المنتج لبيوع الضمانات والعقود والأجزاء.
ويعتمد نجاح نموذج التسويق بالعينات المجانية بالكامل على فكرة الربح من بضائع السوق الثانوية.

## أمثلة
- تركيب العميل لمجموعة برامج يمثل الأساس للسوق الثانوية التي تنشأ لتقديم خدمات دعم البرامج.
- يعد شراء كاميرا رقمية ذات عدسة أحادية عاكسة هو بداية سوق ثانوية لشراء العدسات ووحدات الفلاش.